# White Valley
Das White Valley ist ein breites und vereistes Tal im westantarktischen Marie-Byrd-Land. Im nördlichen Teil der Crary Mountains liegt es zwischen dem Trabucco-Kliff und dem Lie-Kliff.
Der United States Geological Survey kartierte das Tal anhand eigener Vermessungen und Luftaufnahmen der United States Navy aus den Jahren von 1959 bis 1960. Das Advisory Committee on Antarctic Names benannte es 1975 nach dem Ionosphärenphysiker Franklin E. White, der im Rahmen des United States Antarctic Research Program zwischen 1966 und 1971 in vier antarktischen Sommerkampagnen auf der Byrd-Station tätig war.